# Jack Wade
Jack Wade är en rollfigur i filmerna om James Bond. Han blev Bonds nya kontakt inom CIA sedan Felix Leiter hade mist ett ben i Tid för hämnd.